# Radio por satélite
La radio por satélite o radio satelital es un servicio de radio que se construye en Estados Unidos. Se emite desde los satélites, se recibe principalmente en los vehículos, con la transmisión de señales a nivel nacional e internacional, a lo largo de un área geográfica mucho más amplia que las estaciones de radio terrestres y con un sonido de mayor calidad. Suele estar disponible por suscripción, en su mayoría sin anuncios comerciales, y ofrece a los suscriptores más estaciones y una variedad más amplia de opciones de programación que la radio terrestre.
La tecnología de radio satelital fue instalado en la Space Foundation Space Technology Hall of Fame, en 2002.

## Historia

### Estados Unidos
Sirius Satellite Radio fue fundada por Martine Rothblatt, David Margolese y Robert Briskman.  En junio de 1990, la compañía recién creada por Rothblatt, Satellite CD Radio, Inc., solicitó a la Comisión Federal de Comunicaciones (FCC) que asignara nuevas frecuencias para satélites, para transmitir sonido digital a casas y automóviles. La compañía identificó y argumentó a favor de la utilización de la banda S de frecuencias, que la FCC posteriormente decidió asignar a la radiodifusión sonora digital. 
En abril de 1992, Rothblatt renunció como CEO de Satellite CD Radio y el exingeniero de la NASA Robert Briskman, que diseñó la tecnología satelital de la compañía, fue entonces nombrado presidente y director general. Seis meses más tarde, el cofundador de Rogers Wireless, David Margolese, que había proporcionado apoyo financiero para la empresa, adquirió el control de la compañía y sucedió a Briskman. Margolese redenominó a la empresa Radio CD, pasó los siguientes cinco años presionando a la FCC para que la radio por satélite fuera desplegada y los cinco años siguientes, recaudando $ 1,6 mil millones, que utilizó para construir y lanzar tres satélites en órbita elíptica desde Kazajistán, en julio de 2000. En 1997, después de que Margolese había obtenido la aprobación regulatoria y "creado de hecho la industria", la FCC también vendió una licencia a la American Mobile Radio Corporation,  que cambió su nombre a XM Satellite Radio en octubre de 1998. XM fue fundada por Lon Levin y Gary Parsons, quien desempeñó como presidente hasta noviembre de 2009.
Radio CD compró su licencia por $ 83.3 millones, y América Móvil Radio Corporation compró la suyo por $ 89,9 millones. Digital Satellite Broadcasting Corporation y Primosphere no tuvieron éxito en sus ofertas para las licencias. Sky Highway Radio Corporación también había expresado su interés en crear una radio por satélite red, antes de ser adquirida por Radio CD en 1993 por $ 2 millones de dólares. En noviembre de 1999, Margolese cambió el nombre de Radio CD por el de radio por satélite Sirius. En noviembre de 2001, Margolese renunció como CEO, quedando como presidente hasta noviembre de 2003, con la emisión de una declaración de Sirius dándole las gracias "por su gran visión, el liderazgo y la dedicación en la creación tanto de Sirius, como de la industria de la radio por satélite".
El primer satélite de XM fue lanzado el 18 de marzo de 2001 y el segundo el 8 de mayo de 2001. Su primera emisión se produjo el 25 de septiembre de 2001, casi cuatro meses antes que Sirius. Sirius lanzó la fase inicial de su servicio en cuatro ciudades el 14 de febrero de 2002, expandiéndose al resto de los Estados Unidos continentales el 1 de julio de 2002. Las dos compañías gastaron más de $ 3000 millones para desarrollar la tecnología de la radio por satélite, construir y lanzar los satélites, y para otros gastos del negocio. Diciendo que era la única forma en la radio por satélite podría sobrevivir, Sirius y XM anunciaron su fusión el 19 de febrero de 2007, convirtiéndose en Sirius XM Radio La FCC aprobó la fusión de 25 de julio de 2008, llegando a la conclusión de que no era un monopolio, debido principalmente a la competencia de Internet audio-streaming.

### Canadá
Radio satelital XM fue lanzado en Canadá el 29 de noviembre de 2005. Sirius siguió dos días más tarde, el 1 de diciembre de 2005. Sirius Canada y XM Radio Canadá anunciaron su fusión en Sirius XM Canadá el 24 de noviembre de 2010. Fue aprobadoa por la Radio-televisión y Telecomunicaciones de Canadá el 12 de abril de 2011.

### África, Asia y Europa
WorldSpace fue fundada por el abogado nacido en Etiopía, Noé Samara, en Washington D. C., en 1990, con el objetivo de hacer programas de radio por satélite a disposición de los países en desarrollo. El 22 de junio de 1991, la FCC dio permiso para WorldSpace lanzar un satélite para ofrecer programación digital de África y el Oriente Medio]]. WorldSpace comenzó primero la emisión de radio por satélite el 1 de octubre de 1999, en África. India, en última instancia, contaría con más del 90% de la base de suscriptores de WorldSpace.  En 2008, WorldSpace anunció planes para entrar en Europa, pero esos planes se dejaron de lado cuando la empresa se acogió al Capítulo 11 en noviembre de 2008. En marzo de 2010, la compañía anunció descomisaría sus dos satélites (uno sirve Asia , el otro sirvió África). Liberty Media, que posee el 50% de Sirius XM Radio, había considerado la compra de los activos de WorldSpace, pero las negociaciones entre las empresas se derrumbaron.